# Alyxia sinensis
Alyxia sinensis är en oleanderväxtart som beskrevs av John George Champion och George Bentham. Alyxia sinensis ingår i släktet Alyxia och familjen oleanderväxter. Inga underarter finns listade i Catalogue of Life.